# Parafia wojskowa Matki Bożej Królowej Pokoju w Giżycku
Parafia wojskowa pw. Matki Bożej Królowej Pokoju w Giżycku – znajduje się w Warmińsko-Mazurskim Dekanacie Wojskowym Ordynariatu Polowego Wojska Polskiego. Jej proboszczem jest ks. ppłk Jerzy Janusz Niedbała. Obsługiwana przez księży diecezjalnych. Erygowana 24 lutego 2004. Mieści się przy ulicy Mazurskiej.